# Сражение при Илже

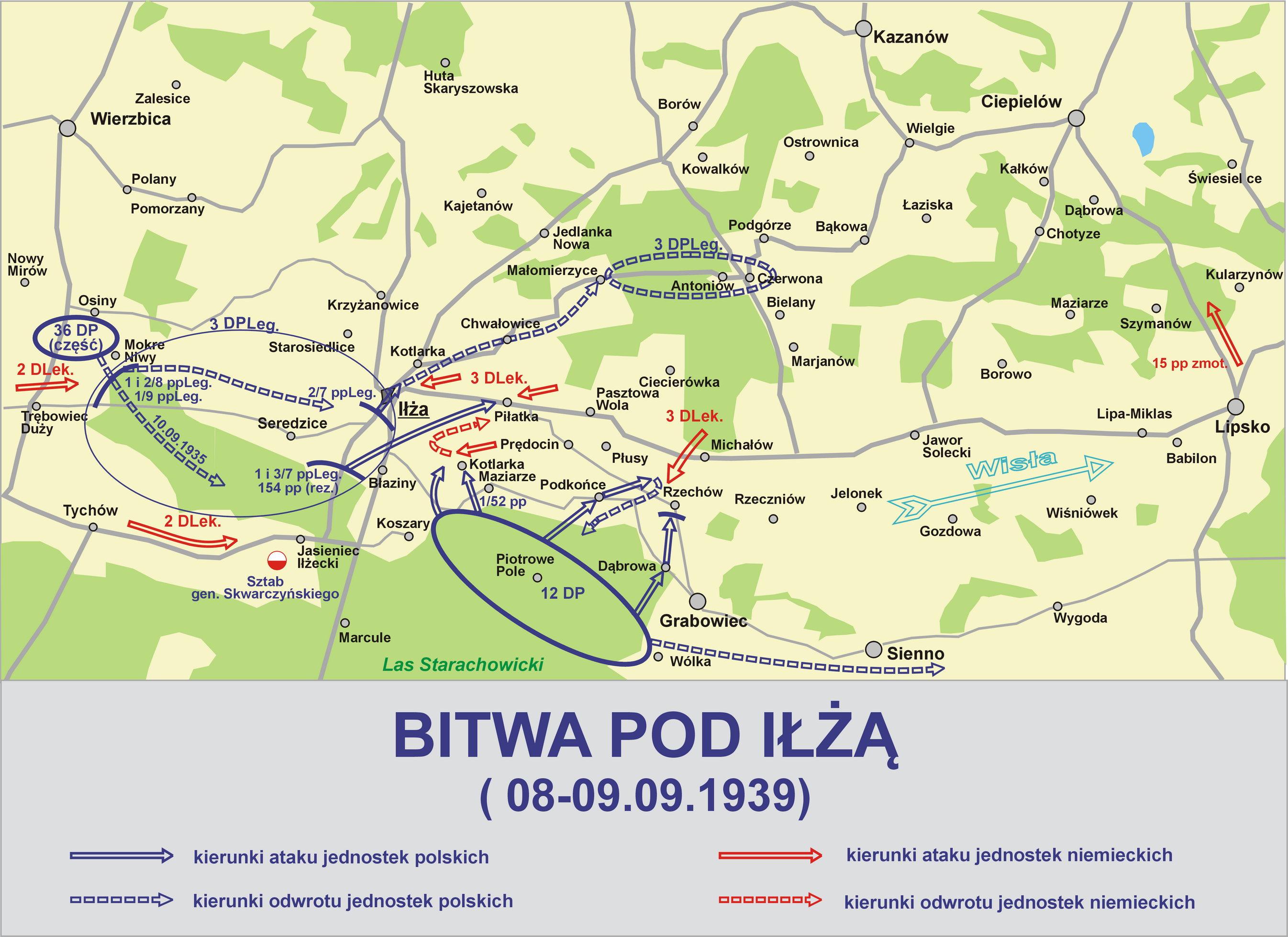
Карта сражения

Сражение при Илже (польск. Bitwa pod Iłżą) или сражение при Радоме — сражение, произошедшее 8-9 сентября 1939 года в ходе Сентябрьской кампании в районе города Илжа Кельцкого воеводства.
После первой недели боев моторизованные и танковые части 10-й немецкой армии недалеко от Ченстоховы прорвали брешь между польскими армиями «Краков» и «Лодзь» и двинулись на север, к Варшаве, где столкнулись с стратегическим резервом польских войск армией «Прусы».
Бой при Илже начался 8 сентября, когда южное крыло армии под командованием генерала Станислава Скварчинского, состоявшее из трех пехотных дивизий (3-й, 12-й и 36-й) вместе с оперативной группой «Кельце», попыталось пробиться сквозь боевые порядки моторизованных частей немецкого 15-го армейского корпуса генерала Германа Гота, блокировавших пути к Висле.
8 сентября 7-й польский пехотный полк (3-я дивизия) при поддержке двух артиллерийских батарей взял Илжу. 12-я пехотная дивизия генерала Пашкевича в это время заняла северную часть Стараховицкой пущи. На опушку леса, в сторону Илжи, был переброшен приданный дивизии танковый дивизион Краковской кавалерийской бригады.
Первое соприкосновение 3-й пехотной дивизии с противником произошло в полдень. Восточнее Илжы немецкие моторизованные части были остановлены польскими полками. Немцы перегруппировались и снова атаковали, но прорвать польские позиции не смогли. Вскоре в бой вступила 3-я немецкая легкая дивизия, но ее продвижение также было остановлено у деревни Пилатка. Наступление немцев через Котларку и Блазины также было остановлено частями 12-й стрелковой дивизии, и противнику пришлось отступить южнее дороги Илжа — Липско.
Немцы атаковали и с запада силами 2-й лёгкой дивизии. Их танки подошли к Ясенцу, месту расположения штаба генерала Скварчинского, которому пришлось отступить в Стараховицкий лес. Около 15.00 танковая атака под Трембовцем была отбита. В течение всего дня боевые порядки польских войск подвергались бомбардировке с воздуха.
Около 18:00 после сильной артиллерийской и минометной подготовки немцы начали третью атаку на Илжу с запада. 7-му польскому пехотному полку пришлось отступить на окраину городка.
Окруженная вермахтом 12-я пехотная дивизия попыталась прорваться через Котларку, но, несмотря на первоначальный успех, была остановлена противником. С наступлением темноты польское командование решило прорваться к Висле через немецкие позиции. 3-дивизии было приказано прорываться в сторону Червоны, а 12-й, двумя колоннами, — в сторону Цецерувки. Попытки прорыва из окружения не увенчались успехом, и генералы Скварчинский и Пашкевич решили разделить свои части на небольшие группы, которые на свой страх и риск стали пробиваться к Висле. В результате этого решения оперативная группа генерала Скварчинского де-факто прекратила свое существование.
Последним этапом сражения стала попытка 10 сентября 36-й пехотной дивизии прорваться через Стараховицкий лес на восток, также закончившаяся неудачей. Большая часть южной группы армии «Прусы» была рассеяна и уничтожена.